# Iberoamérica Arquitectura y Ciudad
IAC | Iberoamérica - Arquitectura y Ciudad  IAC es un espacio para la discusión, reflexión y difusión sobre la arquitectura contemporánea en Iberoamérica llevado a cabo desde el año 2008, en el cual a través de esta plataforma se pretende entregar una mirada de la arquitectura a través de sus procesos, las intenciones que motivan cada procedimiento al momento de llevar a cabo una obra, además de los resultados finales, a través de un seminario anual que se desarrolla en la ciudad de Maracaibo – Venezuela y en el que hasta la fecha desde el año 2008 han disertado más de 40 conferencistas de toda iberoamérica.

## Historia
IAC es una plataforma que se origina en 2008 por iniciativa de Distopíalab en Maracaibo - Venezuela, organización que funge como curadora del proyecto hasta la edición 2012.
Actualmente IAC explora la investigación sobre la arquitectura contemporánea mediante el desarrollo de publicaciones y material editorial, exposiciones, seminarios, documentales, entre otros.
Han participado en IAC | 2008-2013|
2008 | Strawn&Sierralta (Estados Unidos & Venezuela), NMD – Nómadas (Venezuela)
2009 | Pezo Von Ellrihshausen (Chile), Adamo & Faiden (Argentina), Urban Think Tank (Venezuela & Estados Unidos & Suiza), Supersudaca (Perú)
2010 | Derek Dellekamp (México), Gualano + Gualano (Uruguay), Camilo Restrepo (Colombia), Franco Micucci (Venezuela)
2011 | Ecosistema Urbano (España), Ariadna Cantis (España),Tryptique (Brasil), Oficina Informal (Colombia), Alborde Arquitectos (Ecuador), Paisajes Emergentes (Colombia), Alejandro Haiek (Venezuela), Roberto Puchetti (Venezuela), NMD-Nómadas (Venezuela), ODA (Venezuela), Lourdes Peñaranda (Venezuela)
2012 | Andrés Jaque (España), Cadaval & Sola Morales (España & México), AT103 (México), West8 (Holanda), Plan B (Colombia), Manuel Villa (Colombia), Zuloark (España), Fake Industries Architectura Agonism (Estados Unidos & España), Elisa Silva (Venezuela)
2013 | Solano Benítez (Paraguay), Álvaro Puntoni (Brasil), Productora (México), Ctrl G (Colombia), Willy Muller (España), Tomas Diez (España), PKMN (España), Henry Vicente (Venezuela), Eva Franch (Estados Unidos & España)